# Espània
Espània (grec medieval: Σπανία, Spania) fou una província de l'Imperi Romà d'Orient situada al sud de la península Ibèrica que existí si fa no fa entre el 552 i el 624. Era coneguda freqüentment com a Oròspeda o també Bastetània, tot i que aquests districtes només n'eren una part. Potser les Illes Balears formaven part d'Espània, també conquerides als vàndals el 534, tot i que es tracta d'una suposició historiogràfica, fonamentada només per l'episodi que documenta el bisbe Vicent d'Eivissa. La ciutat de Ceuta, també sota control romà (i abans visigot), no formava part d'Espània, sinó de la Mauritània Segona, ja que incloïa la part de Tingitana recuperada el 534.
La presència romana d'Orient a la península comença el 552, quan un exèrcit arriba de Constantinoble per donar suport a Atanagild, revoltat al sud contra el rei Àkhila I, en el marc de l'expansió de l'imperi per la Mediterrània occidental, en el regnat de l'emperador Justinià, amb l'ambiciós objectiu de reconstruir el domini de l'Imperi Romà. En algun moment entre el 552 i el 565 (mort de l'emperador Justinià), Atanagild va signar un tractat delimitant la frontera entre el seu regne i la província romana. Després de diferents avenços i retrocessos, els visigots del Regne de Toledo acabarien expulsant els romans en temps de Suintila, entre el 621 i el 625.
La historiografia tradicional defensava el control romà de la zona entre Cartagena (Carthago Spartaria) i la zona de l'actual ciutat de Huelva. Els autors més romanòfils allargaven el control romà fins a Còrdova, sense basar-se en les fonts i guiant-se per criteris més que dubtosos.
De fet, les úniques ciutats sota control romà demostrat són les de: Cartago Spartaria, Malaca, Basti, Asidonia, Septem (Ceuta), Sagontia (Gigonza), Diànium i Ilici. Es considera que el domini romà abastava la costa entre Cartagena i la desembocadura del Guadalete, a la badia de Cadis, o sigui, la part sud bètica (tot el territori al sud de sierra Nevada) i una franja de la Cartaginense. En cap cas podrien haver dominat Còrdova, que va revoltar-se el 550 contra Agila, i degué restar independent fins que Leovigild la va conquerir el 572. Posteriorment, la ciutat s'uniria al fill d'aquest, Hermenegild, en la seva revolta cap al 582, i fou reocupada per Leovigild el 584. Aquest període d'independència del poder visigot de la ciutat hauria fet pensar els historiadors en una ocupació romana, avui dia descartada.

## L'extensió de la província

L'ocupació romana d'Orient i la província d'Espània.

L'extensió territorial de la província romana d'Orient és un dels punts que es mantenen sense aclarir. Existeix evidència de l'ocupació de Malaca i Carthago Spartaria, les actuals Màlaga i Cartagena. També se sap que Asidona (Medina Sidonia) i Sagontia van ser recuperades pels visigots de mans romana d'Orient. Respecte a Basti (Baza), Juan de Biclaro afirma que Leovigild «va devastar llocs que pertanyien a les ciutats de Baza i Màlaga, després de rebutjar els soldats bizantins», la qual cosa s'interpreta com que Leovigild va devastar el territorium d'ambdues ciutats que estaven ocupades pels romans d'Orient. A més, la troballa d'un monestir de tipus romà d'Orient a Elda (Alacant) evidencia el control sobre l'interior de l'àrea alacantina més enllà de la costa.
Així, les úniques ciutats de l'ocupació de les quals per tropes romana d'Orient hi ha certesa que són les esmentades Malaca (Màlaga), Carthago Spartaria (Cartagena), Asidona (Medina Sidonia), Sagontia (Gigonza) i Basti (Baza).
Les tropes de Justinià van ocupar una part important de les províncies de la Bètica i la Cartaginense i no hi ha dubte que van controlar tota la costa compresa entre Cartagena i la desembocadura del Guadalete. La part més discutida és l'extensió de la província cap a l'interior. Un punt clau de la discussió és l'ocupació de Corduba (Còrdova). Com hem vist, la ciutat estava en rebel·lia contra Agila i molts historiadors donen per fet la seva ocupació per les tropes de Justinià i fins i tot alguns l'han considerada la primera capital de la província romana d'Orient.
D´acord amb aquesta manca d´evidència històrica, cada autor ens ofereix la seva pròpia interpretació de l'extensió de la zona ocupada pels romans d'Orient. Així, Orlandis Rovira (1988, p. 68, 69) considera que la franja costanera ocupada estava «compresa entre la desembocadura del Guadalete i el nord de Cartagena», mentre que dona com a improbable la possible ocupació de Còrdova i Sevilla per tropes imperials. Norwich (1990, p. 254) diu que van controlar tota l'àrea al sud d'una línia imaginària entre Gades (Cadis) i Valentia (València) i dona per fet que això inclou l'ocupació de Corduba (Còrdova). García de Cortázar Ruiz de Aguirre (2005, p. 136) mostra un mapa (vegeu il·lustració) en què la zona costanera ocupada s'estén aproximadament entre les actuals Portimão (a l'Algarve portuguès) i Alacant, mentre que cap a l'interior inclou Corduba (Còrdova) i Hispalis (Sevilla).
Amengual i Batle (2008, p. 171-178) per la seva banda, qüestiona la robustesa de l'argumentació de la pertinença de les Balears a Espània, ja que es recolza únicament en una carta que hauria dirigit el bisbe Licinià de Cartagena a Vicenç d'Eivissa, suposant una relació jeràrquica entre ells no especificada a la carta i ni tan sols es pot assegurar que Licinià fos bisbe en ser redactada. Davant d'això i fins ara, l'única dada documentada sobre la territorialitat de les Illes Balears, després de la caiguda de l'Imperi Romà, és l'agrupació dels seus tres bisbats amb els bisbats de Sardenya durant el Regne Vàndal, en el Concili de Cartago de 484; en conseqüència, la conquesta romana d'Orient el 534 va haver de mantenir aquesta adscripció sarda, per falta d'alternativa i no està acreditat si es va produir una variació de la seva adscripció territorial després de les conquestes peninsulars romanes d'Orient, sense poder-la descartar tampoc.